# 1,2,3,4-四苯基萘
1,2,3,4-四苯基萘是一种多環芳香烴，常用于本科生的实验室教学中的狄尔斯－阿尔德反应教学，在这个例子中反应会生成的苯炔和四苯基环戊二烯酮 。 该化合物具有两种晶型，因此分别有两种不同的熔点。